# 2019年歐洲運動會柔道比賽
2019年歐洲運動會柔道比賽在2019年6月22日至6月25日於明斯克舉行。本屆賽事亦作為2019年歐洲柔道錦標賽。共設15個小項。

## 獎牌得主

### 男子
| 項目          | 金牌                              | 银牌                                | 铜牌                                  |
| 60公斤級      | 卢呼米·奇赫维米亚尼 · （GEO）     | 弗朗西斯科·加里戈斯 · 西班牙（ESP） | 阿米兰·帕皮纳什维利 · （GEO）         |
| 60公斤級      | 卢呼米·奇赫维米亚尼 · （GEO）     | 弗朗西斯科·加里戈斯 · 西班牙（ESP） | 约雷·弗斯特拉滕 · 比利时（BEL）       |
| 66公斤級      | 格奥尔基·赞塔拉亚 · 乌克兰（UKR） | Matteo Medves · 意大利（ITA）       | Bagrati Niniashvili · （GEO）         |
| 66公斤級      | 格奥尔基·赞塔拉亚 · 乌克兰（UKR） | Matteo Medves · 意大利（ITA）       | 瓦扎·馬爾格韋拉什維利 · （GEO）       |
| 73公斤級      | 汤米·马西亚斯 · 瑞典（SWE）       | 鲁斯塔姆·奥鲁杰夫 · 阿塞拜疆（AZE） | 希达亚特·海达罗夫 · 阿塞拜疆（AZE）   |
| 73公斤級      | 汤米·马西亚斯 · 瑞典（SWE）       | 鲁斯塔姆·奥鲁杰夫 · 阿塞拜疆（AZE） | Georgios Azoidis · 希腊（GRE）        |
| 81公斤級      | 馬蒂亞斯·卡斯 · 比利时（BEL）     | Ivaylo Ivanov · 保加利亚（BUL）     | Luka Maisuradze · （GEO）             |
| 81公斤級      | 馬蒂亞斯·卡斯 · 比利时（BEL）     | Ivaylo Ivanov · 保加利亚（BUL）     | Attila Ungvari · 匈牙利（HUN）        |
| 90公斤級      | 米凯尔·日甘克 · 土耳其（TUR）     | 李·科赫曼 · 以色列（ISR）           | 马马达利·迈赫迪耶夫 · 阿塞拜疆（AZE） |
| 90公斤級      | 米凯尔·日甘克 · 土耳其（TUR）     | 李·科赫曼 · 以色列（ISR）           | Khusen Khalmurzaev · 俄罗斯（RUS）    |
| 100公斤級     | Arman Adamian · 俄罗斯（RUS）     | 瓦尔拉姆·利帕尔捷利阿尼 · （GEO）   | 埃尔马·加西莫夫 · 阿塞拜疆（AZE）     |
| 100公斤級     | Arman Adamian · 俄罗斯（RUS）     | 瓦尔拉姆·利帕尔捷利阿尼 · （GEO）   | 西里尔·马雷 · 法国（FRA）             |
| 100公斤以上級 | 古拉姆·圖希什維利 · （GEO）       | 伊纳尔·塔索耶夫 · 俄罗斯（RUS）     | Stephan Hegyi · 奥地利（AUT）         |
| 100公斤以上級 | 古拉姆·圖希什維利 · （GEO）       | 伊纳尔·塔索耶夫 · 俄罗斯（RUS）     | 亨克·赫罗尔 · 荷兰（NED）             |

### 女子
| 項目         | 金牌                               | 银牌                                        | 铜牌                                 |
| 48公斤級     | 达里娅·比洛季德 · 乌克兰（UKR）    | Irina Dolgova · 俄罗斯（RUS）               | Tatsiana Sharakova · 白俄罗斯（BLR） |
| 48公斤級     | 达里娅·比洛季德 · 乌克兰（UKR）    | Irina Dolgova · 俄罗斯（RUS）               | 马鲁莎·什坦加尔 · 斯洛文尼亚（SLO）  |
| 52公斤級     | 瑪琳達·開爾門蒂 · 科索沃（KOS）    | 纳塔利娅·库久京娜 · 俄罗斯（RUS）           | 雀爾茜·賈爾斯 · 英国（GBR）          |
| 52公斤級     | 瑪琳達·開爾門蒂 · 科索沃（KOS）    | 纳塔利娅·库久京娜 · 俄罗斯（RUS）           | 阿芒迪娜·比沙尔 · 法国（FRA）        |
| 57公斤級     | 达里娅·梅热茨卡娅 · 俄罗斯（RUS）  | 諾拉·賈科瓦 · 科索沃（KOS）                 | 保利娜·施塔克 · 德国（GER）          |
| 57公斤級     | 达里娅·梅热茨卡娅 · 俄罗斯（RUS）  | 諾拉·賈科瓦 · 科索沃（KOS）                 | 特尔玛·蒙泰罗 · 葡萄牙（POR）        |
| 63公斤級     | 克拉丽丝·阿格贝涅努 · 法国（FRA）  | Alice Schlesinger · 英国（GBR）             | Sanne Vermeer · 荷兰（NED）          |
| 63公斤級     | 克拉丽丝·阿格贝涅努 · 法国（FRA）  | Alice Schlesinger · 英国（GBR）             | 玛丽亚·琴特拉基奥 · 意大利（ITA）    |
| 70公斤級     | 玛尔戈·皮诺 · 法国（FRA）          | 桑内·范戴克 · 荷兰（NED）                   | 芭芭拉·马蒂奇 · 克罗地亚（CRO）      |
| 70公斤級     | 玛尔戈·皮诺 · 法国（FRA）          | 桑内·范戴克 · 荷兰（NED）                   | Anna Bernholm · 瑞典（SWE）          |
| 78公斤級     | Klara Apotekar · 斯洛文尼亚（SLO） | 许谢·斯滕赫伊斯 · 荷兰（NED）               | 洛里亚娜·库卡 · 科索沃（KOS）        |
| 78公斤級     | Klara Apotekar · 斯洛文尼亚（SLO） | 许谢·斯滕赫伊斯 · 荷兰（NED）               | 瑪德萊娜·馬隆加 · 法国（FRA）        |
| 78公斤以上級 | Maryna Slutskaya · 白俄罗斯（BLR） | 拉里莎·采里奇 · 波斯尼亚和黑塞哥维那（BIH） | 伊琳娜·金泽尔斯卡 · 阿塞拜疆（AZE）  |
| 78公斤以上級 | Maryna Slutskaya · 白俄罗斯（BLR） | 拉里莎·采里奇 · 波斯尼亚和黑塞哥维那（BIH） | 克谢尼娅·奇比索娃 · 俄罗斯（RUS）    |

### 混合
| 項目     | 金牌 | 银牌 | 铜牌 |
| 混合團體 | 俄罗斯 · 亚历山德拉·巴宾采娃 · 克谢尼娅·奇比索娃 · Daria Davydova · Khusen Khalmurzaev · Alan Khubetsov · Anastasiia Konkina · 达里娅·梅热茨卡娅 · 穆萨·莫古什科夫 · Alena Prokopenko · Inal Tasoev · 丹尼斯·亚尔采夫 · Kazbek Zankishiev | 葡萄牙 · 安里·叶古季泽 · Jorge Fernandes · 若热·丰塞卡 · 特尔玛·蒙泰罗 · Rocheles Nunes · Joana Ramos · Tiago Rodrigues · 帕特丽夏·桑帕约 · Nuno Saraiva · 芭芭拉·蒂莫 | 法国 · 阿芒迪娜·比沙尔 · 纪尧姆·谢纳 · 阿克塞尔·克莱热 · 奥雷利安·迪斯 · 玛丽-伊芙·加耶 · 普里西娅·尼厄托 · 基利安·勒布卢克 · 瑪德萊娜·馬隆加 · 西里尔·马雷 · Anne Fatoumata M'Bairo · 玛尔戈·皮诺   |
| 混合團體 | 俄罗斯 · 亚历山德拉·巴宾采娃 · 克谢尼娅·奇比索娃 · Daria Davydova · Khusen Khalmurzaev · Alan Khubetsov · Anastasiia Konkina · 达里娅·梅热茨卡娅 · 穆萨·莫古什科夫 · Alena Prokopenko · Inal Tasoev · 丹尼斯·亚尔采夫 · Kazbek Zankishiev | 葡萄牙 · 安里·叶古季泽 · Jorge Fernandes · 若热·丰塞卡 · 特尔玛·蒙泰罗 · Rocheles Nunes · Joana Ramos · Tiago Rodrigues · 帕特丽夏·桑帕约 · Nuno Saraiva · 芭芭拉·蒂莫 | 奥地利 · Daniel Allerstorfer · 沙米爾·博爾查什維利 · Marko Bubanja · Sabrina Filzmoser · Bernadette Graf · Stephan Hegyi · Magdalena Krssakova · 米夏埃拉·波萊雷斯 · Lukas Reiter · Katharina Tanzer |

## 獎牌榜
*   主办国家/地区（白俄罗斯）
| 排名                      | 国家 / 地区               | 金牌 | 銀牌 | 銅牌 | 总计 |
| ------------------------- | ------------------------- | ---- | ---- | ---- | ---- |
| 1                         | 俄罗斯                    | 3    | 3    | 2    | 8    |
| 2                         |                           | 2    | 1    | 4    | 7    |
| 3                         | 法国                      | 2    | 0    | 4    | 6    |
| 4                         | 乌克兰                    | 2    | 0    | 0    | 2    |
| 5                         | 科索沃                    | 1    | 1    | 1    | 3    |
| 6                         | 比利时                    | 1    | 0    | 1    | 2    |
| 6                         | 斯洛文尼亚                | 1    | 0    | 1    | 2    |
| 6                         | 瑞典                      | 1    | 0    | 1    | 2    |
| 9                         | 白俄罗斯*                 | 1    | 0    | 0    | 1    |
| 9                         | 土耳其                    | 1    | 0    | 0    | 1    |
| 11                        | 荷兰                      | 0    | 2    | 2    | 4    |
| 12                        | 阿塞拜疆                  | 0    | 1    | 4    | 5    |
| 13                        | 西班牙                    | 0    | 1    | 1    | 2    |
| 13                        | 英国                      | 0    | 1    | 1    | 2    |
| 13                        | 意大利                    | 0    | 1    | 1    | 2    |
| 13                        | 葡萄牙                    | 0    | 1    | 1    | 2    |
| 17                        | 波斯尼亚和黑塞哥维那      | 0    | 1    | 0    | 1    |
| 17                        | 保加利亚                  | 0    | 1    | 0    | 1    |
| 17                        | 以色列                    | 0    | 1    | 0    | 1    |
| 20                        | 奥地利                    | 0    | 0    | 2    | 2    |
| 21                        | 克罗地亚                  | 0    | 0    | 1    | 1    |
| 21                        | 德国                      | 0    | 0    | 1    | 1    |
| 21                        | 希腊                      | 0    | 0    | 1    | 1    |
| 21                        | 匈牙利                    | 0    | 0    | 1    | 1    |
| 总计（共24个国家 / 地区） | 总计（共24个国家 / 地区） | 15   | 15   | 30   | 60   |

## 參賽國家
- 阿尔巴尼亚（1）
- 安道尔（1）
- 亚美尼亚（1）
- 奥地利（12）
- 阿塞拜疆（13）
- 白俄罗斯（16）
- 比利时（12）
- 波斯尼亚和黑塞哥维那（4）
- 保加利亚（5）
- 克罗地亚（6）
- 塞浦路斯（1）
- 捷克（9）
- 丹麦（2）
- 爱沙尼亚（5）
- 芬兰（1）
- 法国（18）
- （9）
- 德国（18）
- 英国（13）
- 希腊（5）
- 匈牙利（16）
- 冰岛（1）
- 爱尔兰（3）
- 以色列（16）
- 意大利（17）
- 科索沃（5）
- 拉脱维亚（1）
- 列支敦士登（1）
- 立陶宛（3）
- 卢森堡（1）
- 马耳他（1）
- 摩尔多瓦（6）
- 摩纳哥（2）
- （5）
- 荷兰（17）
- 北马其顿（1）
- 挪威（1）
- 波兰（16）
- 葡萄牙（17）
- 罗马尼亚（11）
- 俄罗斯（18）
- 塞尔维亚（11）
- 斯洛伐克（4）
- 斯洛文尼亚（17）
- 西班牙（18）
- 瑞典（5）
- 瑞士（5）
- 土耳其（13）
- 乌克兰（16）